# Kalk- og Teglværksforeningen af 1893
Kalk- og Teglværksforeningen af 1893 var en forening stiftet 1893 af teglværksejere og andre arbejdsgivere i kalk- og teglindustrien. Foreningen, der var medvirkende til at stifte Dansk Arbejdsgiverforening i 1896, findes endnu som en underafdeling af Dansk Industri.
Foreningen – med det oprindelige navn Teglværksforeningen af 1893 – blev dannet af sjællandske teglværker. Efter tilslutning fra de jyske og fynske værker i 1909 blev foreningen landsdækkende, og m med indlemmelse af kalkbrud og -værker i 1921 fik foreningen sit nuværende navn.
Foreningen var oprindeligt tænkt som en forretningsinstitution med fællesregulering af teglværkernes lagerbeholdninger, produktion og priser. Imidlertid blev den i 1896 en ren arbejdsgiverforening. Siden dannelsen af Dansk Industri i 1992 har foreningen igen været reduceret til brancheforening.

## Formænd
(listen er ikke komplet)
- (-1912) Alexander Foss
- (1912-) Laurits Laursen
- (-) Jens Piper